# Michaël Gillon

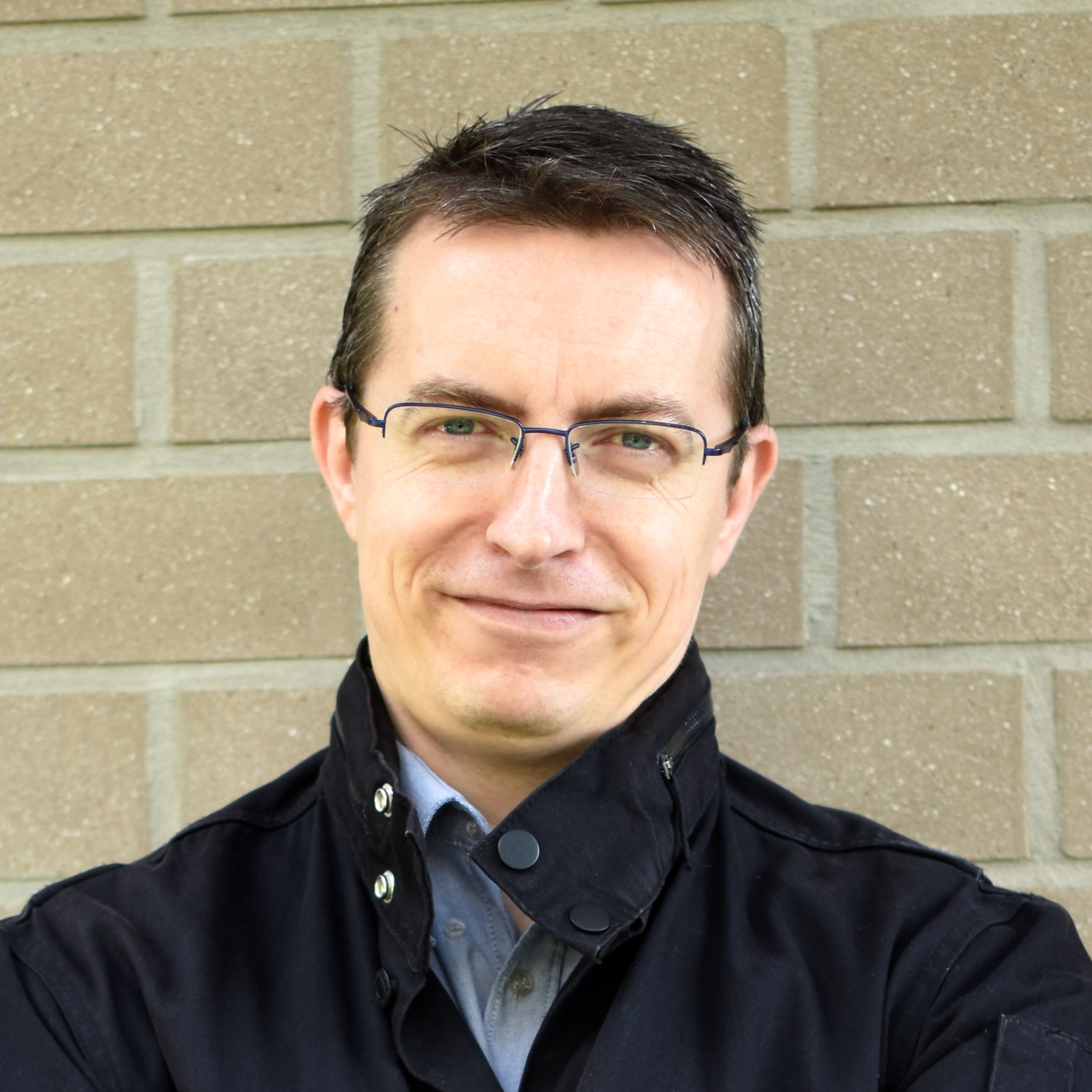
Michael Gillon (2016)

Michaël Gillon (Luik, 1974) is een Belgisch astronoom en ontdekker van een zevental aarde-achtige planeten rond de dwergster TRAPPIST-1, het hoogste aantal ontdekte aarde-achtige planeten rond éénzelfde ster tot nu toe..

## Biografie
Michaël Gillon diende na het secundair onderwijs gedurende zeven jaar in het Belgische leger bij het Regiment Ardense Jagers.
Op zijn vierentwintigste sloeg hij een nieuwe weg in en ging studeren aan de Universiteit van Luik, waar hij uiteindelijk een licentiaat in biochemie en een kandidatuur in natuurkunde behaalde. Daarna begon hij aan een doctoraat aan dezelfde universiteit. Zijn doctoraatsverhandeling, die hij in 2006 met succes verdedigde, ging over de satelliet CoRoT. Tussen 2006 en 2009 was hij als postdoc actief in het observatorium van Genève.
Sinds 2009 is hij verbonden aan de Universiteit van Luik als astronoom. Tussen zijn team en teams van de universiteit van Cambridge en de Koning Abdulaziz-Universiteit te Djedda bestaat sinds 2012 een samenwerking genaamd SPECULOOS.

## Eerbetoon
- 2016 - Chevalier du Mérite wallon[bron?]
- 2017 - Balzanprijs
- 2017 - in de Time-lijst van meest invloedrijkste mensen ter wereld[5]
- 2017 - Leadership Prize van de Harvard Club of Belgium
- 2021 - Francquiprijs